# Barenton
Pour les articles homonymes, voir Barenton (homonymie).
Barenton (prononcé [baʁɑ̃tɔ̃]) est une commune française, située dans le département de la Manche en région Normandie, peuplée de 1 166 habitants.

## Géographie
La commune de Barenton est située au sud-est du département de la Manche, non loin des limites ornaise et mayennaise. Située aux confins du Mortainais et du Domfrontais, elle est au cœur du bocage normand.
L'axe routier principal de Barenton est la route départementale 907. Auparavant classée route nationale 807, celle-ci a été déclassée en RD 907 entre Domfront et Mortain, à la suite de la réforme de 1972. Barenton avait, en commun avec Le Teilleul, une station ferroviaire, dénommée Barenton-Le Teilleul, située sur la ligne Domfront - Avranches. La circulation ferroviaire n'ayant plus cours aujourd'hui sur cette ligne, la voie ferrée a été réaménagée en voie verte, et l'ancienne gare existe toujours, dans le canton de Barenton, sur la commune de Saint-Cyr-du-Bailleul. Elle a été réhabilitée en gite depuis l'année 2012.
Barenton est majoritairement dans le bassin de la Sélune, fleuve côtier, qui délimite le territoire au sud. Plusieurs de ses premiers affluents de rive droite parcourent le territoire communal dont le ruisseau de Chenilly qui marque la limite à l'ouest et le ruisseau du Moulin Richard qui contourne le bourg par le nord. Une frange nord, paradoxalement, correspondant à la zone couverte par la forêt de la Lande Pourrie, est dans le bassin de la Loire par son sous-affluent la Sonce qui rejoint l'Égrenne à Rouellé.
Le point culminant (297 m) se situe au nord, en forêt de la Lande Pourrie. Le point le plus bas (88 m) correspond à la sortie de la Sélune du territoire, à l'ouest. La commune est bocagère.

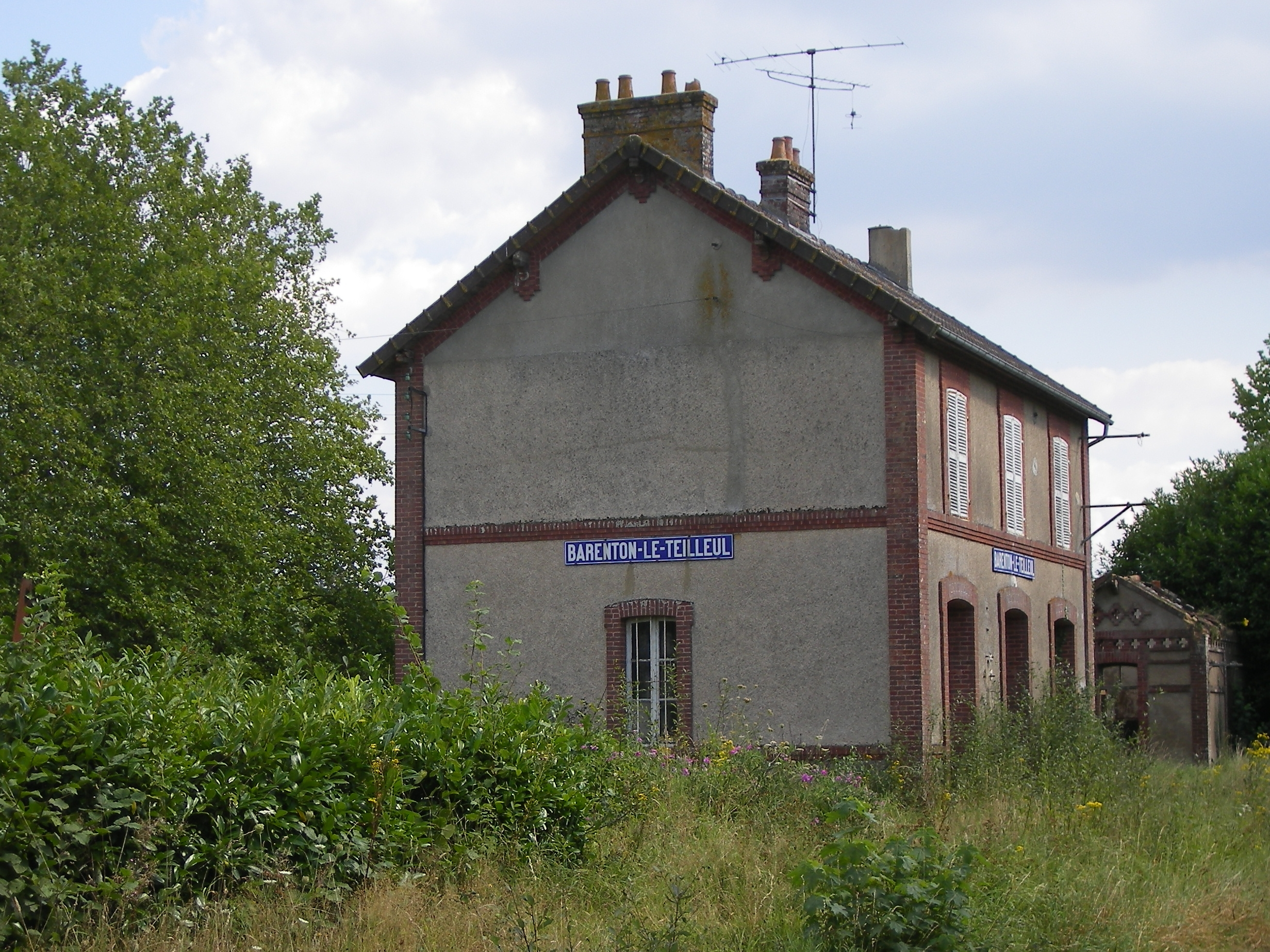
Gare de Barenton - Le Teilleul.

| Saint-Clément-Rancoudray, Saint-Jean-du-Corail | Ger                   | Saint-Georges-de-Rouelley |
| Saint-Jean-du-Corail, Husson                   | Barenton              | Saint-Georges-de-Rouelley |
| Saint-Cyr-du-Bailleul                          | Saint-Cyr-du-Bailleul | Saint-Cyr-du-Bailleul     |

### Hydrographie
La commune est traversée par la ligne de partage des eaux entre les bassins hydrographiques Seine-Normandie et Loire-Bretagne. Elle est drainée par la Sélune, la rivière la sonce, la Sonce, le ruisseau de Chenilly, le ruisseau du Moulin Richard, des bras du Moulin Richard, le cours d'eau 01 de la Grange, le cours d'eau 01 de la Prise Pétrel, le cours d'eau 02 de la Grandière, le cours d'eau 09 de la Poterie, le fossé 01 de la Beltière, le fossé 01 de la commune de Barenton, le fossé 01 de la Dollerie, le fossé 01 de la Touchardière, le fossé 01 de l'Aumondière, le fossé 01 de Lauvrère, le fossé 01 de l'Oifferie, le fossé 01 de Montiton, le fossé 01 de Plancel, le fossé 02 de la commune de Barenton, le fossé 02 de la Graffardière, le fossé 02 de la Pouardière, le fossé 04 du Poirier, le fossé 05 du Coudray, le Pilon, la Rouérie, le ruisseau de la rouérie et divers autres petits cours d'eau,.
La Sélune, d'une longueur de 85 km, prend sa source dans la commune de Saint-Cyr-du-Bailleul et se jette  dans la Sée en limite de Courtils et de Vains, après avoir traversé 15 communes. 
La Sonce, d'une longueur de 17 km, prend sa source dans la commune de Ger et se jette  dans un bras de l'Égrenne à Domfront en Poiraie, après avoir traversé cinq communes. 

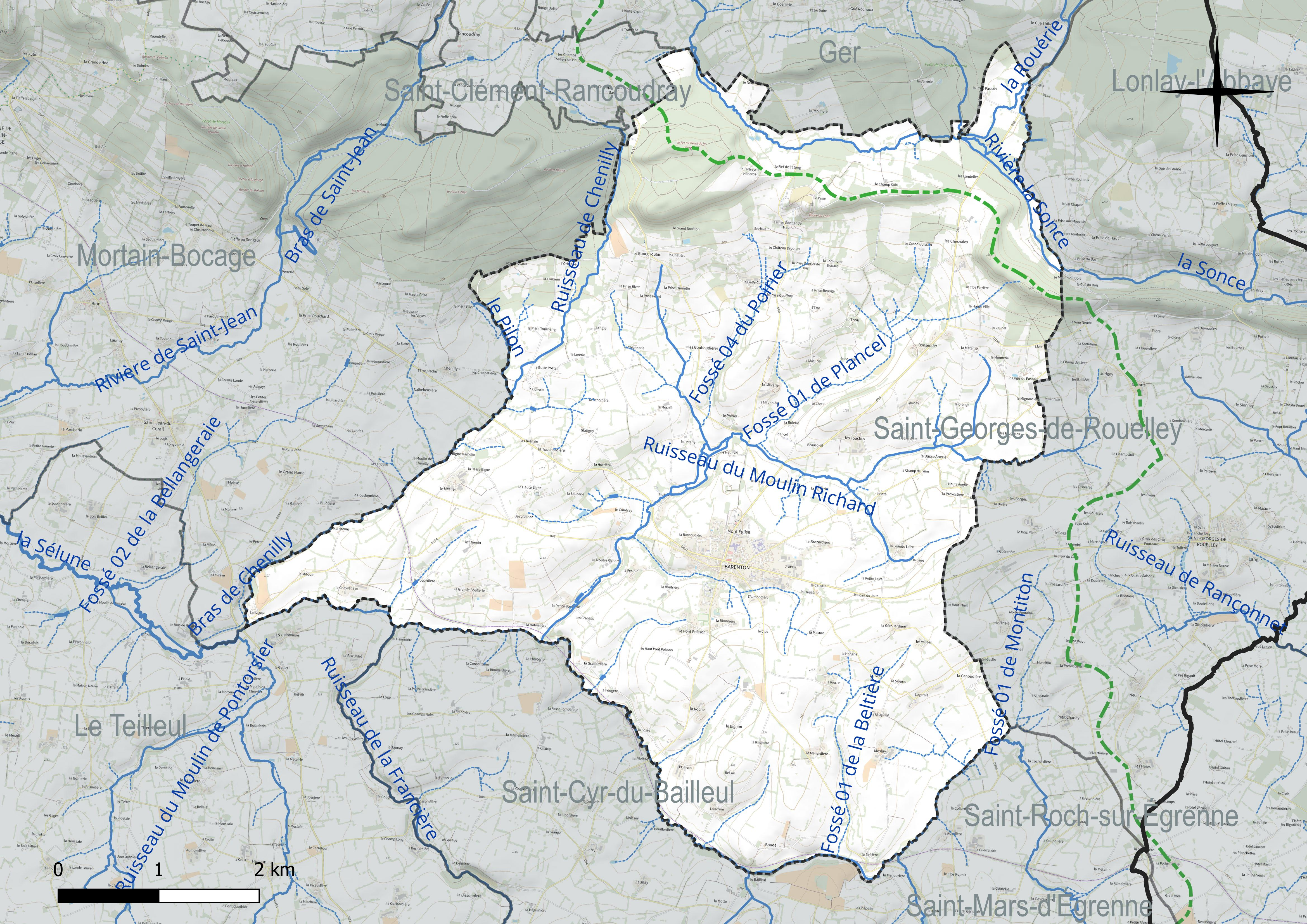
Réseau hydrographique de Barenton.

### Climat
Pour des articles plus généraux, voir Climat de la Normandie et Climat de la Manche.
En 2010, le climat de la commune est de type climat océanique franc, selon une étude du CNRS s'appuyant sur une série de données couvrant la période 1971-2000. En 2020, Météo-France publie une typologie des climats de la France métropolitaine dans laquelle la commune est exposée à un climat océanique et est dans la région climatique  Normandie (Cotentin, Orne), caractérisée par une pluviométrie relativement élevée (850 mm/a) et un été frais (15,5 °C) et venté. Parallèlement le GIEC normand, un groupe régional d'experts sur le climat, différencie quant à lui, dans une étude de 2020, trois grands types de climats pour la région Normandie, nuancés à une échelle plus fine par les facteurs géographiques locaux. La commune est, selon ce zonage, exposée à un « climat contrasté des collines », correspondant au Bocage normand, bien arrosé, voire très arrosé sur les reliefs les plus exposés au flux d'ouest, et frais en raison de l'altitude.
Pour la période 1971-2000, la température annuelle moyenne est de 10,7 °C, avec une amplitude thermique annuelle de 13,1 °C. Le cumul annuel moyen de précipitations est de 944 mm, avec 14,1 jours de précipitations en janvier et 8,1 jours en juillet. Pour la période 1991-2020, la température moyenne annuelle observée sur la station météorologique la plus proche, située sur la commune de Saint-Fraimbault à 16 km à vol d'oiseau, est de 11,2 °C et le cumul annuel moyen de précipitations est de 850,1 mm,. Pour l'avenir, les paramètres climatiques de la commune estimés pour 2050 selon différents scénarios d'émission de gaz à effet de serre sont consultables sur un site dédié publié par Météo-France en novembre 2022.

## Urbanisme

### Typologie
Au 1er janvier 2024, Barenton est catégorisée bourg rural, selon la nouvelle grille communale de densité à sept niveaux définie par l'Insee en 2022.
Elle est située hors unité urbaine et hors attraction des villes,.

### Occupation des sols
L'occupation des sols de la commune, telle qu'elle ressort de la base de données européenne d'occupation biophysique des sols Corine Land Cover (CLC), est marquée par l'importance des territoires agricoles (86,9 % en 2018), en diminution par rapport à 1990 (88,7 %). La répartition détaillée en 2018 est la suivante : prairies (50,3 %), zones agricoles hétérogènes (26,1 %), terres arables (10,5 %), forêts (10 %), zones urbanisées (2,4 %), milieux à végétation arbustive et/ou herbacée (0,7 %). L'évolution de l'occupation des sols de la commune et de ses infrastructures peut être observée sur les différentes représentations cartographiques du territoire : la carte de Cassini (XVIIIe siècle), la carte d'état-major (1820-1866) et les cartes ou photos aériennes de l'IGN pour la période actuelle (1950 à aujourd'hui).

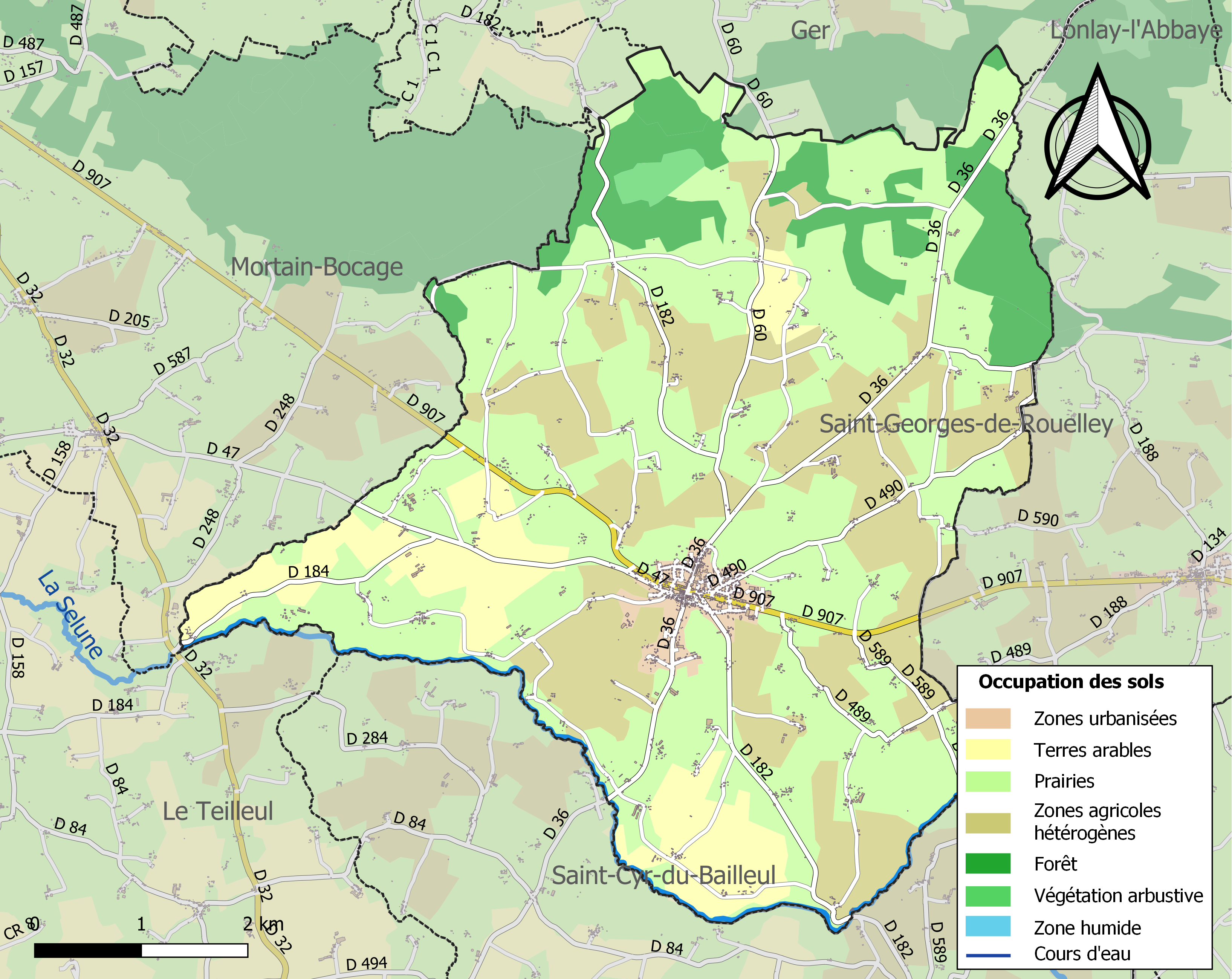
Carte des infrastructures et de l'occupation des sols de la commune en 2018 (CLC).

## Toponymie
Le nom de la localité est attesté sous la forme Barenton en 1180, Barentonium (sans date).
L'origine du toponyme n'est pas élucidée. Albert Dauzat et Charles Rostaing conjecturent sur l'anthroponyme latin Barus.
René Lepelley émet l'hypothèse que ce toponyme, reposant sur un radical prélatin barant, évoquerait l'eau, comme pour Barentin, d'une origine gauloise qui évoque l'eau.
Le gentilé est Barentonnais.

## Histoire
Jean de Tréhal, écuyer, seigneur de Laventure, et ses frères, vendirent Barenton aux trois frères Juhé, par contrat passé à Rennes, le 13 août 1478, moyennant le prix de 1 460 livres tournois. Jean semble avoir hérité de ses deux frères qui étaient chanoines, et tenu seul la Filolaye, pour laquelle il fut, en 1500, puis 1501, dans la nécessité de contraindre Florentin Girard, seigneur de la deuxième moitié de Barenton, à remettre ses titres pour les soumissions de son fief. L'année suivante, en 1502, il eut un procès avec le même seigneur pour le paiement de huit livres de rente, dues au premier fief de Barenton comme récompense du patronage de l'église, abandonné par lui. Les armoiries de Juhé figuraient encore à la vitre du principal autel de cette même église. Elles étaient d'argent au chevron de gueules, accompagné de trois étoiles de même posées 2 et 1.
Vers la fin du XIXe siècle, la famille Parey possédait une bonne partie du bourg et notamment beaucoup de fermes.

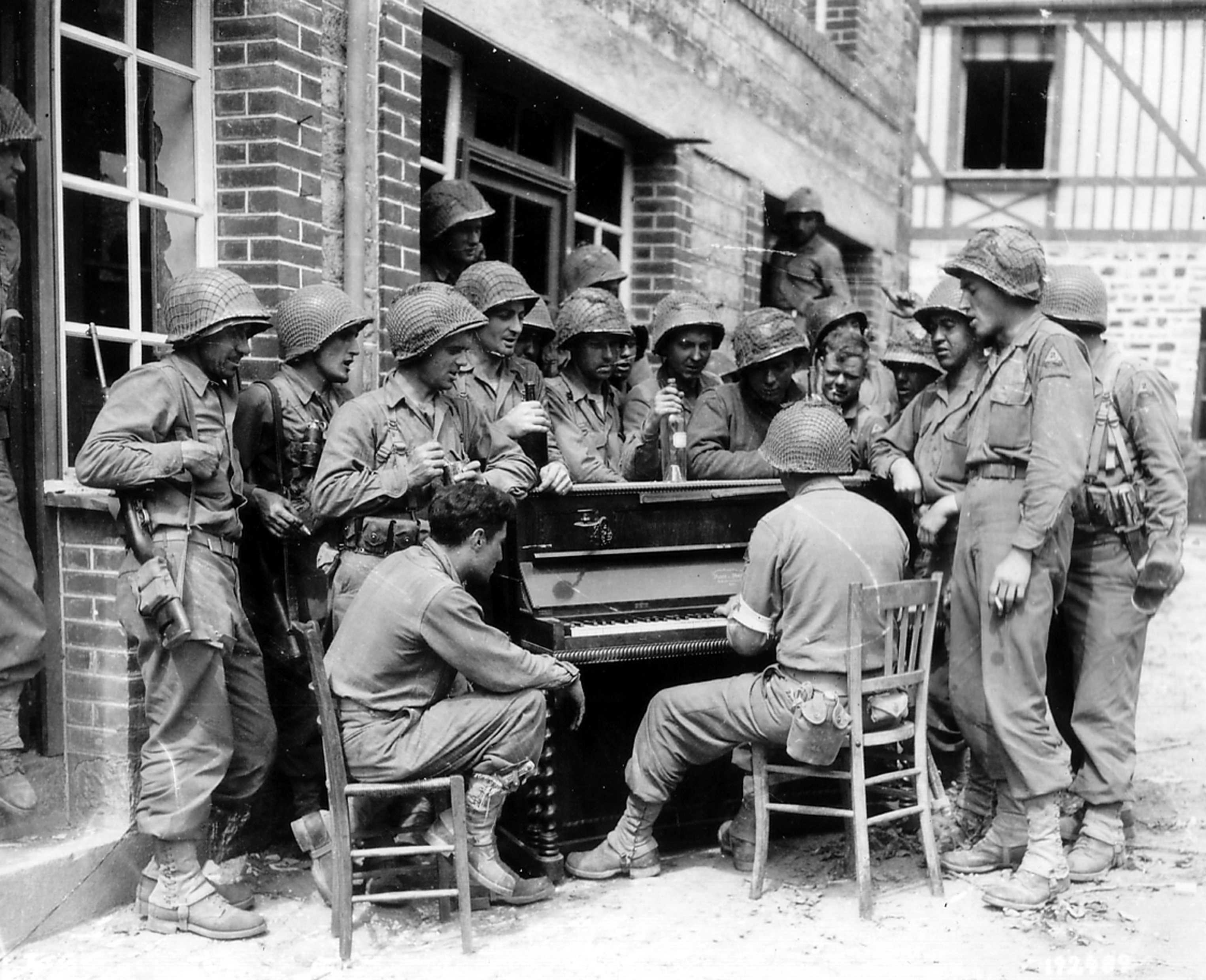
Un groupe de soldats américains réunis autour d'un piano en 1944.

Entre le 11 avril 1941 et le 8 octobre 1942, l'un des quarante camps français d'internement pour Tziganes est implanté sur le territoire de la commune. Fait oublié, il est remis en lumière par le MRAP qui milite à partir de 1997, pour l'installation d'une stèle commémorative sur une partie du terrain, achetée par l'association en décembre 2002. Soutenu financièrement par le conseil régional de Basse-Normandie et le conseil général de la Manche, le projet s'est heurté au refus de la municipalité. La stèle sera finalement inaugurée le 11 octobre 2008, à proximité de la limite avec Saint-Clément-Rancoudray.
En 1953, Barenton est le cadre des débuts de l'autocross. Par la suite, en 1969, un groupe de cascadeurs amateurs s'est formé : les Fermax, à l'initiative de deux pilotes d'auto-cross (Fernand et Maxime).

### Légende
Le Centre d'études normand d'anthropologie (CENA), à la suite du professeur Jean-Charles Payen, voit plusieurs éléments de la région qui ont pu contribuer aux légendes arthuriennes, à la suite notamment du passage de Chrétien de Troyes à la cour qu'Aliénor d'Aquitaine tenait à Domfront.
Barenton aurait pu ainsi servir de prototype, entre autres à la fontaine de Barenton. Jean-Charles Payen le rapproche du site du Clos Jean et de la Cour, sur la D 134, à Saint-Cyr-du-Bailleul.
La forêt de la Lande Pourrie et ses cluses dont celle de la fosse Arthour aurait inspiré à Chrétien de Troyes la Gaste Forêt proche de l'abbaye des Blancs Nonnains qui pourrait être inspirée de l'abbaye Blanche.

## Politique et administration
| Période                                                                              | Période    | Identité                  | Étiquette    | Qualité                                                    |
| ------------------------------------------------------------------------------------ | ---------- | ------------------------- | ------------ | ---------------------------------------------------------- |
| 1794                                                                                 | 1798       | Pierre François Sérard    |              |                                                            |
| 1798                                                                                 | 1800       | Jean-Baptiste Herbert     |              |                                                            |
| 1800                                                                                 | 1804       | Charles Passays           |              |                                                            |
| 1804                                                                                 | 1815       | Marie Léonor Anne Combray |              |                                                            |
| 1815                                                                                 | 1815       | Pierre François Sérard    |              | Pendant les Cent Jours                                     |
| 1815                                                                                 | 1815       | Marie Léonor Anne Combray |              |                                                            |
| 1816                                                                                 | 1820       | J. Passays de Montbenoît  |              |                                                            |
| 1820                                                                                 | 1823       | J.-B. Herbert des Aunais  |              |                                                            |
| 1824                                                                                 | 1824       | Guillaume Bechet          |              |                                                            |
| 1824                                                                                 | 1832       | Théodore Postel           |              |                                                            |
| 1833                                                                                 | 1849       | Louis-Pierre Leroux       | Conservateur | Ancien militaire                                           |
| 1850                                                                                 | 1851       | Jean-François Laumondaye  |              |                                                            |
| 1851                                                                                 | 1855       | Théodore Postel           |              |                                                            |
| 1855                                                                                 | 1860       | Armand Coquard            |              | 1er conseiller municipal, faisant fonction                 |
| 1860                                                                                 | 1865       | Sylvain Postel            |              |                                                            |
| 1865                                                                                 | 1884       | Paul Béchet               |              | Notaire                                                    |
| 1884                                                                                 | 1888       | Jean-Jacques Chemin       |              |                                                            |
| 1888                                                                                 | mars 1941, | Louis Béchet              | Rad.-RG      | Conseiller général                                         |
| 1941                                                                                 | 1945       | Alexandre Bonenfant       |              |                                                            |
| 1945                                                                                 | 1952       | Louis Launay              |              |                                                            |
| 1952                                                                                 | 1983       | Émile Bizet               | UDR puis RPR | Vétérinaire, député, conseiller général Décédé en fonction |
| 1983                                                                                 | mai 2020   | Hubert Guesdon,           | UMP-LR       | Médecin, conseiller général de la Manche                   |
| mai 2020                                                                             | En cours   | Stéphane Lelièvre         |              | Enseignant en architecture                                 |
| Une partie des données est issue d'une liste établie par Jean Pouëssel et la mairie. |            |                           |              |                                                            |

Le conseil municipal est composé de quinze membres dont le maire et trois adjoints.
Barenton a été jusqu'en 2015 le chef-lieu d'un canton de quatre communes, constitué de Ger, Saint-Cyr-du-Bailleul et Saint-Georges-de-Rouelley. De 1989 à 2012, Barenton a été rattachée à la communauté de communes de la Sélune, qui a été intégrée dans la communauté de communes du Mortainais au 1er janvier 2013. À plus grande échelle, la commune est incluse dans le Pays de la Baie du Mont-Saint-Michel.

## Démographie
L'évolution du nombre d'habitants est connue à travers les recensements de la population effectués dans la commune depuis 1793. Pour les communes de moins de 10 000 habitants, une enquête de recensement portant sur toute la population est réalisée tous les cinq ans, les populations de référence des années intermédiaires étant quant à elles estimées par interpolation ou extrapolation. Pour la commune, le premier recensement exhaustif entrant dans le cadre du nouveau dispositif a été réalisé en 2007.
En 2022, la commune comptait 1 166 habitants, en évolution de −1,27 % par rapport à 2016 (Manche : −0,31 %, France hors Mayotte : +2,11 %).
Barenton a compté jusqu'à 3 309 habitants en 1806.
| 1793  | 1800  | 1806  | 1821  | 1831  | 1836  | 1841  | 1846  | 1851  |
| ----- | ----- | ----- | ----- | ----- | ----- | ----- | ----- | ----- |
| 3 100 | 3 117 | 3 309 | 2 965 | 3 106 | 3 047 | 3 086 | 2 992 | 3 009 |

| 1856  | 1861  | 1866  | 1872  | 1876  | 1881  | 1886  | 1891  | 1896  |
| ----- | ----- | ----- | ----- | ----- | ----- | ----- | ----- | ----- |
| 2 945 | 2 818 | 2 768 | 2 584 | 2 445 | 2 377 | 2 416 | 2 516 | 2 208 |

| 1901  | 1906  | 1911  | 1921  | 1926  | 1931  | 1936  | 1946  | 1954  |
| ----- | ----- | ----- | ----- | ----- | ----- | ----- | ----- | ----- |
| 2 100 | 2 091 | 2 131 | 1 821 | 1 738 | 1 785 | 1 826 | 1 842 | 1 774 |

| 1962  | 1968  | 1975  | 1982  | 1990  | 1999  | 2006  | 2007  | 2012  |
| ----- | ----- | ----- | ----- | ----- | ----- | ----- | ----- | ----- |
| 1 672 | 1 598 | 1 452 | 1 547 | 1 437 | 1 348 | 1 293 | 1 282 | 1 214 |

| 2017  | 2022  | - | - | - | - | - | - | - |
| ----- | ----- | - | - | - | - | - | - | - |
| 1 172 | 1 166 | - | - | - | - | - | - | - |

## Économie
Marché le dimanche.

## Lieux et monuments
Grâce à la forêt de la Lande Pourrie, où passe le sentier de grande randonnée GR 22, et à un patrimoine bocager typique (pommiers, poiriers), Barenton fait partie du parc naturel régional Normandie-Maine. C'est dans ce cadre qu'on peut trouver à Barenton le musée du poiré, consacré à la tradition cidricole de la région et verger conservatoire.
- Dolmen de la Roche[46].
- Château de Bonnefontaine, ancienne propriété de la famille Béchet, qui a abrité un temps la gendarmerie avant de devenir « Point Public »[46].
- Logis de Passais.
- Anciens moulins dont celui du Bois.
- Maison aux linteaux datés dont une de 1769 à Montéglise.
- Monument de Guillaume Postel devant la mairie.

### Patrimoine religieux

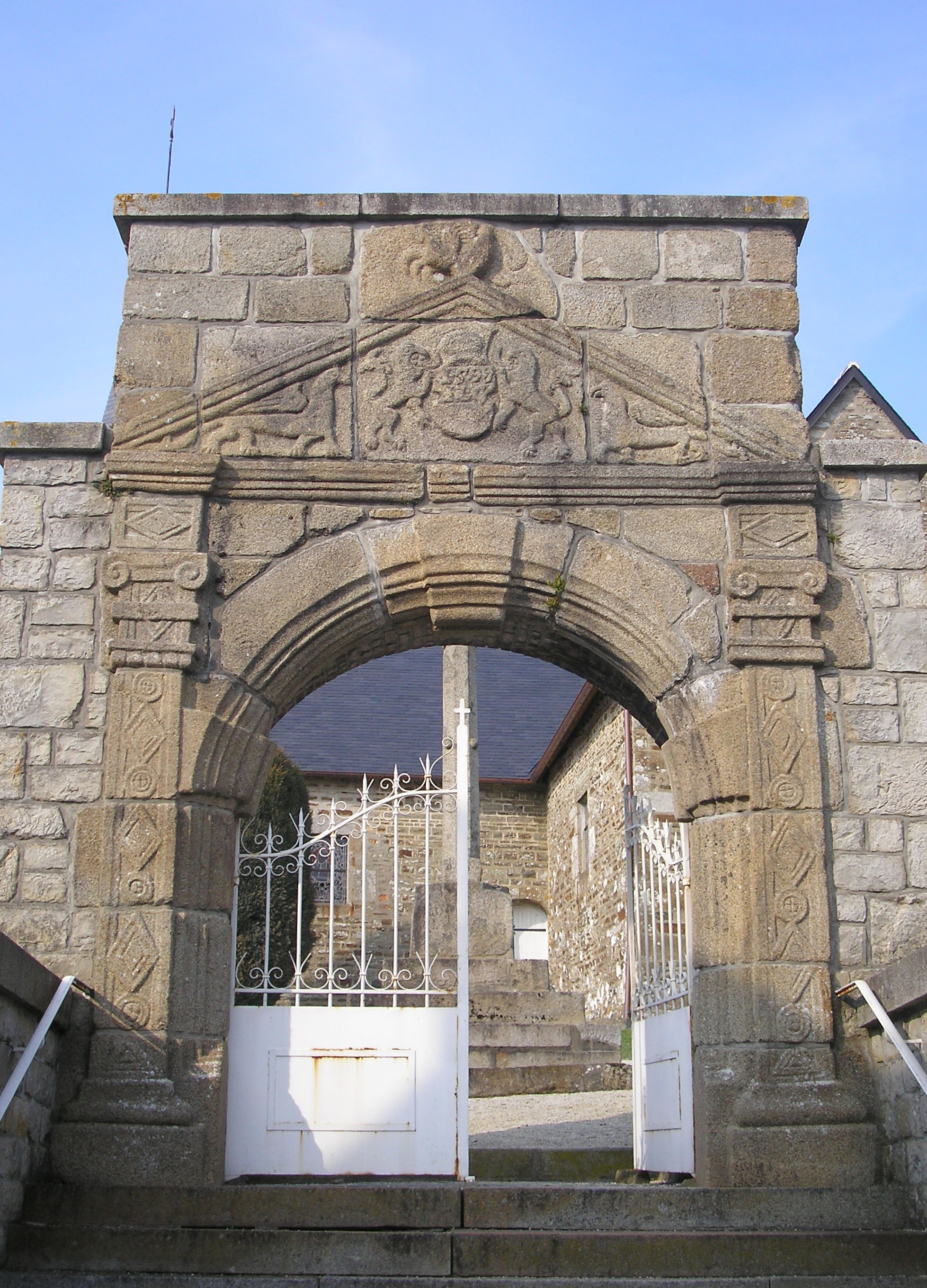
Le portail du cimetière de Notre-Dame de Montéglise.

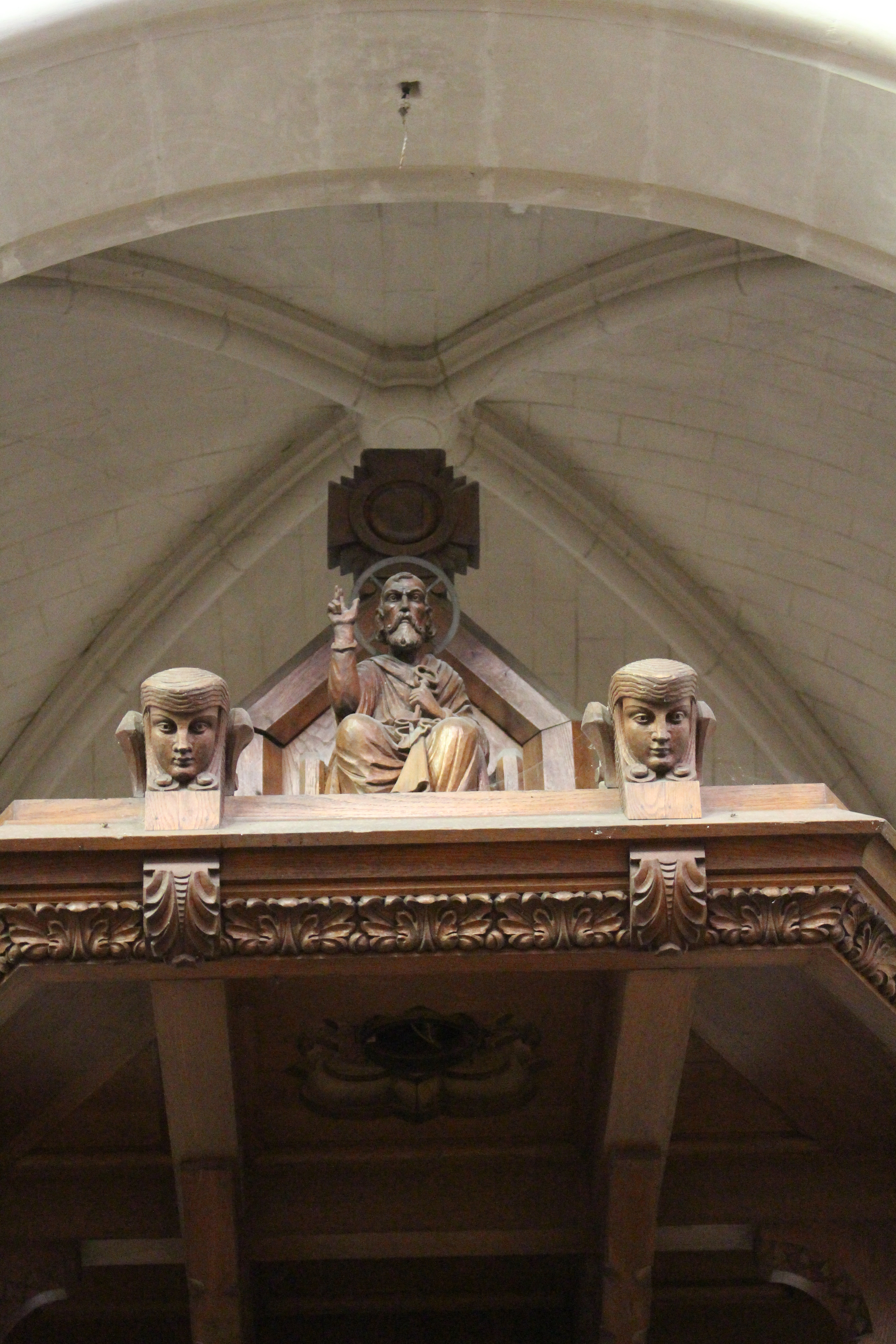
Détail de la chaire de l'église Notre-Dame-de-l'Assomption.

- Chapelle Notre-Dame-de-Bonté à Montéglise (XVIe – XVIIe siècles), chapelle (1669), calvaire (XVIIe) et portail (1599) du cimetière, inscrits aux monuments historiques[63]. Elle abrite deux statues classées au titre objet aux monuments historiques, une Vierge à l'Enfant (XIVe)[64] et une Vierge à l'Enfant dite Notre-Dame-la-Sereine ou Notre-Dame-de-Bonté (XVe)[46],[65]. Une troisième statuette classée aux monuments historiques représentant un priant a été volée en 2006[66].
- Chapelle Sainte-Anne-de-la-Siourie (XVIIe siècle).
- Chapelle Notre-Dame-de-Pitié (XVIIe siècle) dans l'ancien couvent des Augustines[46].
- Chapelle du lycée Bizet (1694).
- Chapelle près du logis de Passais.
- Église paroissiale néogothique Notre-Dame-de-l'Assomption de la fin du XIXe siècle.
- Nombreuses croix de chemin en granit.

Pour mémoire
- Couvent des Augustines[46].

## Activité et manifestations

### Sports
L'Union sportive de la Sélune fait évoluer une équipe de football en départemental 4 de division de district.
Barenton dispose également d'un club de tennis, le Tennis Club Barenton-Ger créé dans les années 1995.

### Culture
Depuis 2004, une médiathèque permet la consultation d'ouvrages et CD parmi 4 000 références.
Depuis 2009, un espace public numérique permet d'avoir accès à du matériel informatique et des ateliers spécifiques.

### Jumelages
- Puderbach (Allemagne) depuis 1970.

## Personnalités liées à la commune
La famille anglaise de lord Barington prétendait tirer son nom de cette ville.
- Guillaume Postel (1510 au village de la Dolerie à Barenton - 1581)[46] est un orientaliste, philologue et théosophe français de confession catholique. Esprit universel et cosmopolite, Postel est le représentant français le plus caractéristique de la kabbale chrétienne.
- Catherine Théot (1716 à Barenton - 1794) est une prophétesse auto-proclamée de l'époque de la Révolution française.
- Siméon Bonnesoeur-Bourginière (1754-1844 à Barenton)[46]. Conventionnel, député, commissaire du département de la Manche, avocat, président du tribunal de Mortain. inhumé dans l'église de Montéglise, il était l'oncle du peintre Géricault.
- Arthur Legrand (1833-1916), homme politique, conseiller général du canton de Barenton en 1866.
- Hilaire de Barenton (1864 à Barenton - 1942), de son vrai nom Étienne-Marie Boulé, est un père capucin, historien des langues du Moyen-Orient.
- Georges Lemare (1917 à Barenton - 1948) est un aviateur français qui s'est distingué au cours de la Seconde Guerre mondiale. Avec 13 victoires aériennes homologuées, il est l'un des premiers as français de la Seconde Guerre mondiale.
- Émile Bizet (1920-1983), député de la Manche et maire de Barenton de 1962 à 1983.
- Vladimir Volkoff (1932-2005), écrivain, a vécu à Barenton pendant la Seconde Guerre mondiale.